# 62 Castle Street (Liverpool)
 (novembre 2020).
Si vous disposez d'ouvrages ou d'articles de référence ou si vous connaissez des sites web de qualité traitant du thème abordé ici, merci de compléter l'article en donnant les références utiles à sa vérifiabilité et en les liant à la section « Notes et références ».
Le 62 Castle Street est un bâtiment classé Grade II situé sur le côté ouest de Castle Street, à Liverpool. Il a été construit en 1868 pour l'Alliance Bank, a ensuite été occupé par la North and South Wales Bank et, plus récemment, par la Midland Bank. Le bâtiment a été conçu par les architectes Lucy et Littler et dispose d'un hall à dôme soutenu par des colonnes corinthiennes. 

## Historique
Le bâtiment a été converti en 1990 par Wayne Rose, un homme d'affaires de Liverpool, en un bar, restaurant et un hôtel 4 étoiles, de 20 lits. L'édifice a été acheté par la chaîne Centre Island Hôtels en 2004 et restauré dans son état actuel comme un hôtel-boutique.
L'hôtel se voit attribuer une note de 8/10 par le journal The Telegraph.

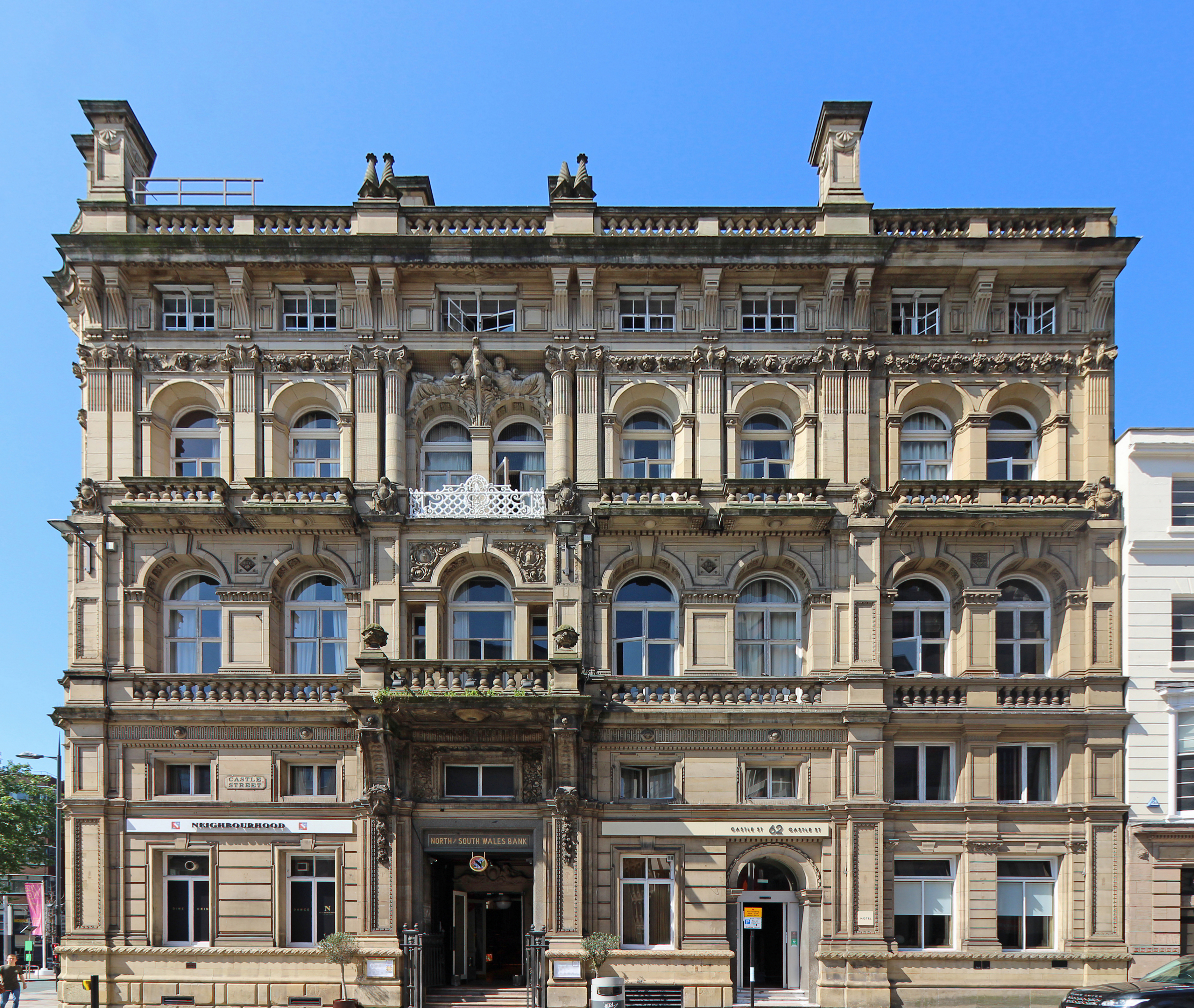
Façade sur Castle Street
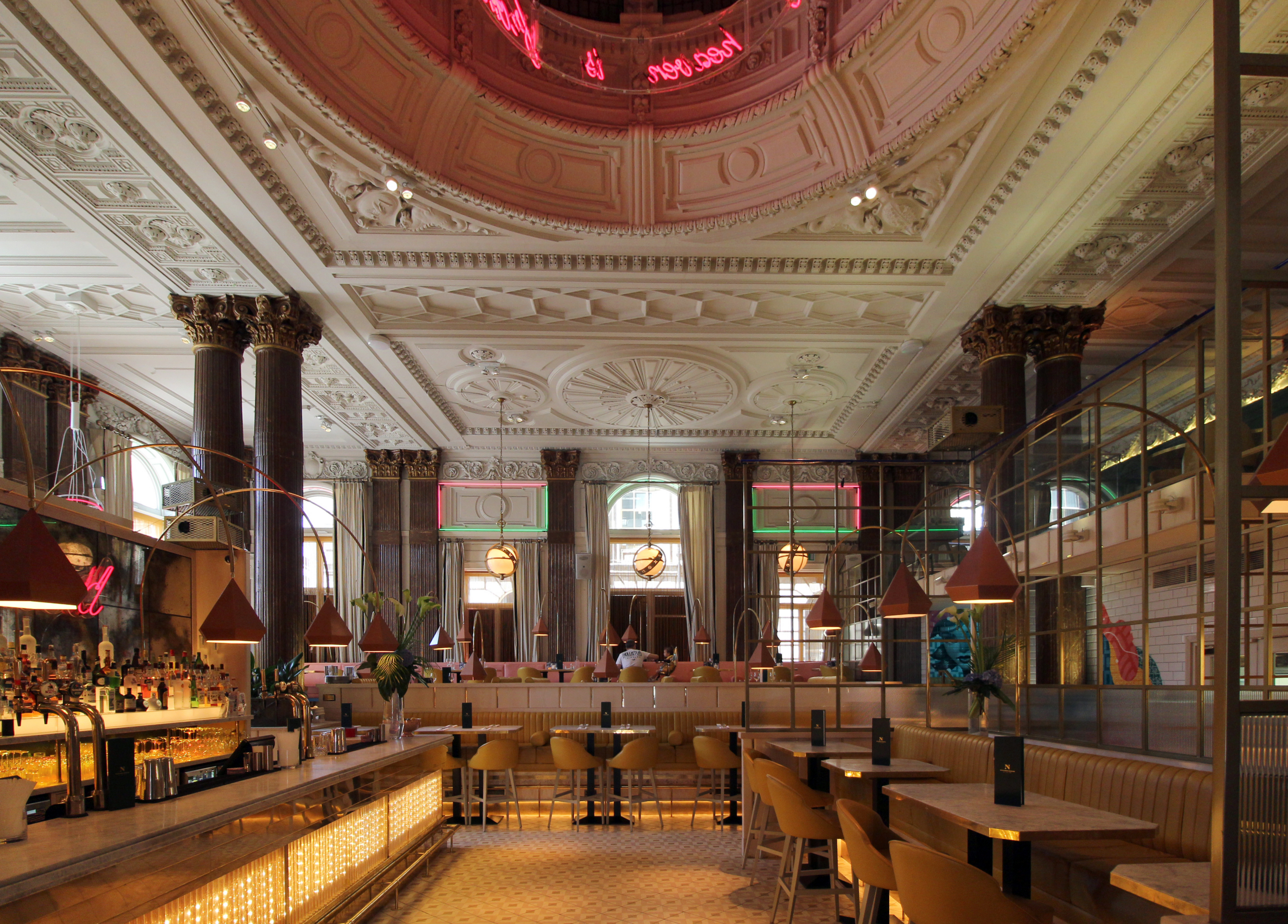
L'ancienne salle des guichets, actuellement un restaurant